# Arrows A1

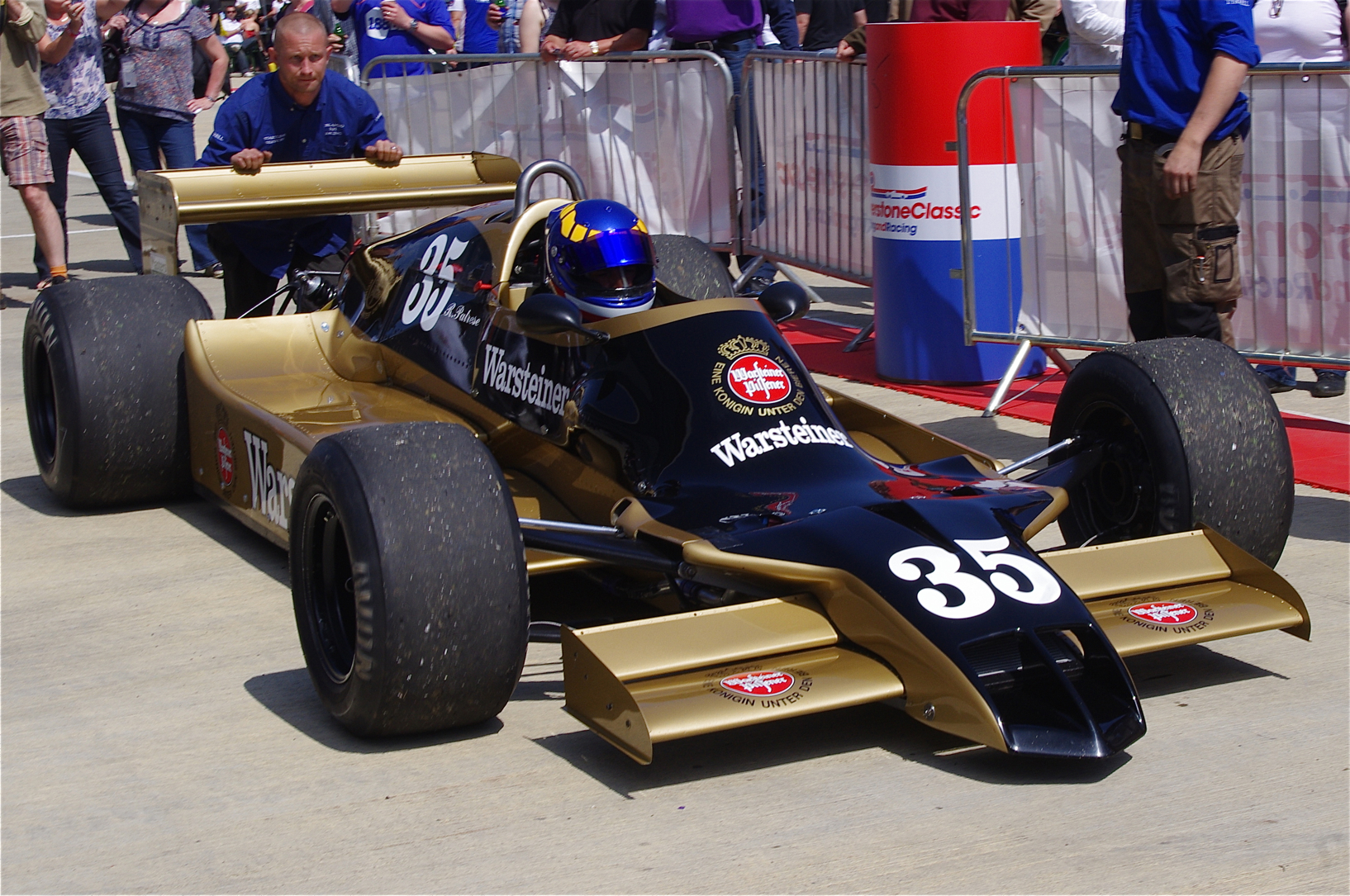
Arrows A1, en Silverstone 2012.

El Arrows A1 fue un monoplaza del equipo Arrows que compitió en la temporada 1978 y la temporada 1979 de Fórmula 1, y fue usado por Riccardo Patrese, Rolf Stommelen y Jochen Mass. Reemplazaba al Arrows FA1, el cual había sido acusado por el equipo Shadow como una copia de su vehículo. Debutó en Österreichring (Austria), y obtuvo sus primeros puntos en la última carrera del año, en Canadá. Para la temporada 79, Arrows presentó la versión A1B, que fue usado hasta la séptima presentación, previo el debut del Arrows A2, sumando 3 de los 5 puntos del constructor sumaría ese año.
El A1 también compitió en los años 1978, 1979 y 1980 en Fórmula 1 Británica.